# Jenstjärnen, Hälsingland
Jenstjärnen är en sjö i Ljusdals kommun i Hälsingland och ingår i Ljusnans huvudavrinningsområde.